# Erick Ozuna López
Erick Junior Ozuna López (sinh ngày 5 tháng 10 năm 1990) là một cầu thủ bóng đá người Cộng hòa Dominica hiện tại thi đấu cho Club Barcelona Atlético và Liga Dominicana de Fútbol.

## Sự nghiệp
- Club Barcelona Atlético (2010 - 2011)
- Tempête FC (2011 - 2012)
- C.D. Árabe Unido (2012 - 2013)
- Moca FC (2013 - 2014)
- Delfines del Este FC (2014 - 2015)
- Club Barcelona Atlético (2016-nay)